# بطاطا ودجز
بطاطا ودجز أو بطاطا مشوية أو أسافين البطاطا (بالإنجليزية: Potato wedges)‏ هي أسافين من البطاطس، غالبًا ما تكون كبيرة وغير مقشرة، إما مخبوزة أو مقلية. تباع في الأكشاك ومطاعم الوجبات السريعة. في أستراليا، تعد من الأطعمة الشائعة، والتي تُقدَّم دائمًا مع الكريمة الحامضة وصلصة الفلفل الحلو. يمكن أيضًا استخدام الكاتشب، صلصة الرانش. عادة ما تُتبَّل بمجموعة متنوعة من التوابل مثل البابريكا، الملح والفلفل الحار.

## أسماء أخرى
في بعض مناطق الولايات المتحدة، ولا سيما أوريغون، واشنطن، مونتانا، مينيسوتا، نبراسكا، شمال يوتا، شمال شرق أوهايو وشمال نيويورك، يُعرف نوع شائع من أسافين البطاطس باسم جوجوز (Jojos).